# 地方自治体に関する日本一の一覧
地方自治体に関する日本一の一覧（ちほうじちたいにかんするにほんいちのいちらん）は、日本の地方公共団体（地方自治体。cf. 対象範囲）とその関連事象における一番や一位の一覧。

## はじめに
本項で用いる語の、本項が定義するところを明示しておく。特記する場合を除けば、以下に示す定義で用いている。
- 地方公共団体（地方自治体）：普通地方公共団体（都道府県及び市町村）及び特別地方公共団体（特別区、地方公共団体の組合（一部事務組合及び広域連合の総称。）及び財産区）を指す。
- 郡 ：「郡#日本の郡」のうちの「近現代」を参照のこと。
- 区 ：特別区及び政令指定都市に設置される行政区
- 市 ：市#地方自治法の市
- 町 ：町#行政町
- 村 ：村#行政村

## 規模

### 面積
海に面した地域には、埋め立てによる土地の増加や、地盤沈下による海岸線の変化、地球規模の気候変動に伴う海面上昇がもたらす海進などといった、人為および自然による面積の増減が、常に可能性として存在する。近年の実例を挙げるなら、下記にもある北海道や東京都、浜松市などは、埋立地の増加によって年々面積が拡大している他、東北地方太平洋沖地震の地殻変動による地盤沈下があった沿岸部を含む地域では面積の事実上の減少が衛星画像によって認められる。

#### 面積の大きい地方自治体
- 日本一面積の大きな地方公共団体 ：北海道 83,422.23km2 （2024年）[1]
- 日本一面積の大きな都道府県 ：北海道 83,422.23km2 （2024年）[1]
- 日本一面積の大きな県 ：岩手県 15,275.04km2 （2024年）[1]

都道府県では北海道に次いで第2位。
- 日本一面積の大きな市町村 ：高山市（岐阜県） 2,177.61km2 （2024年）[1]

島嶼部（東京都島嶼部）を含む東京都の総面積（2011年（平成23年）、総面積2187.65km2、島嶼部面積405.78km2 ）にこそわずかに及ばないが、大阪府（2011年（平成23年）時 1,897.86km2）や香川県（2011年（平成23年）時 1,876.52km2）、島嶼部を除いた東京都（2011年（平成23年）時 1,781.87km2）より広い。
- 日本一面積の大きな政令指定都市 ：浜松市（静岡県） 1558.11km2 （2024年）[1][注 1]

2007年（平成19年）3月31日までは静岡市（静岡県）であったが、浜松市の政令指定都市移行によって第2位となった。
- 日本一面積の大きな区 ：静岡市葵区（静岡県）（政令指定都市の行政区） 1,073.42km2 （2010年（平成22年）、参考値）[3]
- 日本一面積の大きな町 ：足寄町（北海道） 1,408.04km2 （2024年）[1]
- 日本一面積の大きな村 ：留別村（北海道） 1,442.82km2 （参考値）[1][4][リンク切れ][注 1]

ただし、択捉島（行政区画：北海道根室振興局択捉郡）にあり、日本の実効支配地域には含まれない。
- 日本の実効支配地域において、面積が最も大きい村 ：十津川村（奈良県）672.38km2 （2024年）[1]

全体の中の順位では、留別村、紗那村、留夜別村、蘂取村に次いで5位。
参考: 日本一面積の大きな市町村の変遷
| 日本一となった日 | 市町村（都道府県） | 面積       |
| ---------------- | ------------------ | ---------- |
| 1889年4月1日     | 群馬県水上村       | 527.72km2  |
| 1889年5月1日     | 宮崎県椎葉村       | 536.20km2  |
| 1890年6月18日    | 奈良県十津川村     | 672.38km2  |
| 1902年4月1日     | 北海道豊平村       | 724.52km2  |
| 1906年4月1日     | 北海道湧別村       | 1835.24km2 |
| 1909年4月1日     | 北海道枝幸村       | 1916.08km2 |
| 1916年4月1日     | 北海道音更村       | 1822.32km2 |
| 1921年4月1日     | 北海道茂寄村       | 1412.22km2 |
| 1923年4月1日     | 北海道留別村       | 1442.82km2 |
| 1929年7月1日     | 樺太敷香町         | 8097.08km2 |
| 1945年           | 北海道別海町       | 1319.63km2 |
| 1955年4月1日     | 北海道足寄町       | 1408.04km2 |
| 2005年2月1日     | 岐阜県高山市       | 2177.61km2 |

#### 面積の小さい地方自治体
- 日本一面積の小さな都道府県 ：香川県 1,876.86km2[1][注 1]

1994年（平成6年）までは大阪府であったが、面積を再計算したのと埋め立て地を拡張した結果、香川県の方が小さいことが判明し、大阪府は第2位となった。
- 日本一面積の小さな市町村 ：舟橋村（富山県） 3.47km2 [1]

参考: 日本一面積の小さな市町村の変遷
| 日本一となった日                                                                        | 市町村（都道府県） | 面積          | 編入・合併後の自治体    |
| --------------------------------------------------------------------------------------- | ------------------ | ------------- | ----------------------- |
| 右記の3村は面積が 資料によって異なる ため不明(御畳瀬村 のみ1942年に合併し 消滅している) | 大阪府鳴滝村       | 0.09〜0.15km2 | 泉南町(現:泉南市)       |
| 右記の3村は面積が 資料によって異なる ため不明(御畳瀬村 のみ1942年に合併し 消滅している) | 高知県後免町(1次)  | 0.10〜0.14km2 | 後免町(2次) (現:南国市) |
| 右記の3村は面積が 資料によって異なる ため不明(御畳瀬村 のみ1942年に合併し 消滅している) | 高知県御畳瀬村     | 0.12〜0.16km2 | 高知市                  |
| 1956年9月30日                                                                           | 大阪府八坂町       | 0.26km2       | 和泉市                  |
| 1960年8月1日                                                                            | 愛知県篠島村       | 0.68km2       | 南知多町                |
| 1961年6月1日                                                                            | 長崎県高島町       | 1.34km2       | 長崎市                  |
| 2005年1月4日                                                                            | 高知県赤岡町       | 1.64km2       | 香南市                  |
| 2006年3月1日                                                                            | 岐阜県墨俣町       | 3.39km2       | 大垣市                  |
| 2006年3月27日                                                                           | 富山県舟橋村       | 3.47km2       | 現存                    |

- 日本一面積の小さな政令指定都市 ：川崎市（神奈川県） 142.96km2 [1]
- 日本一面積の小さな区 ：大阪市浪速区（大阪府）（政令指定都市の行政区） 4.39km2 [1]
- 日本一面積の小さな市 ：蕨市（埼玉県） 5.11km2 [1]
- 日本一面積の小さな町 ：忠岡町（大阪府） 3.97km2 [1]

### 人口
特記ない限り、この項の数値は2005年（平成17年）国勢調査を基にする（その後に市町村合併があった場合はそれによる人口の変動の加減を計算したもの。人口密度の数値は除く）。ただし、区域全体が日本国の実効支配外の市町村（北方領土に属する市町村など）と、2011年3月の東京電力福島第一原子力発電所事故に被災した福島県の町村を除く。

#### 人口の多い地方自治体
- 日本一人口の多い普通地方公共団体 ：東京都 13,911,902人 [6]
- 日本一人口の多い都道府県 ：東京都 13,911,902人
  - 日本一人口の多い県 ：神奈川県 9,208,688人[6]
- 日本一人口の多い郡 ：糟屋郡（福岡県） 232,911人[7]
- 日本一人口の多い市町村 ：横浜市（神奈川県） 3,752,969人[6]
- 日本一人口の多い都道府県庁所在地ではない市 ：川崎市（神奈川県）1,529,136人[6]
- 日本一人口の多い政令指定都市ではない市 ：船橋市（千葉県）639,598人[7]
  - 過去のデータ
    - 2010年（平成22年）3月22日まで ：相模原市（神奈川県）2010年（平成22年）3月時点の推定値で712,635人
    - 2010年（平成22年）3月23日 - 2012年（平成24年）3月31日 ：熊本市（熊本県）2010年（平成22年）3月時点の推定値で730,416人（熊本市の推定値と、2010年3月23日に熊本市に編入された2町の推定値の合算値）。2012年4月1日に政令指定都市に移行した。

  - 政令指定都市・中核市・特例市のいずれでもない市の人口日本一は市川市（千葉県）（2019年（平成31年）1月時点の推定値で487,536人）[7]。
- 日本一人口の多い町 ：安芸郡府中町（広島県） 52,642人[6]
  - 過去のデータ
    - 2012年（平成24年）1月4日まで ：長久手町（愛知県）52,399人。2012年1月5日に市制を施行し長久手市となった。
- 日本一人口の多い村 ：中頭郡読谷村（沖縄県） 42,060人[6]
  - 過去のデータ
    - 2002年（平成14年）3月31日まで ：豊見城村（沖縄県）2000年（平成12年）国勢調査で50,198人。2002年4月1日市制を施行し、豊見城市となった。
    - 2002年（平成14年）4月1日 - 2013年（平成25年）12月31日 ：滝沢村（岩手県）53,560人。2014年（平成26年）1月1日に市制を施行し滝沢市になった。
- 日本一人口の多い区：世田谷区 （東京都）918,141人[6]
  - 政令指定都市の行政区では浜松市中央区（静岡県） 600,605人[8](2023年10月推計)
- 日本一人口の多い過疎市町村 ：函館市（北海道） 258,948人[7]

#### 人口の少ない地方自治体
- 日本一人口の少ない都道府県 ：鳥取県 540,207人[6]
- 日本一人口の少ない郡 ：真庭郡（岡山県） 930人[7]
- 日本一人口の少ない市町村 ：青ヶ島村（東京都） 156人[6]
- 日本一人口の少ない離島を除く市町村 ：吉野郡野迫川村（奈良県） 334人[6]
- 日本一人口の少ない市 ：歌志内市（北海道） 2,668人[6]
- 日本一人口の少ない県庁所在地 ：甲府市（山梨県）188,774人[7]
- 日本一人口の少ない政令指定都市 ：静岡市（静岡県）702,395人[7]
- 日本一人口の少ない町 ：南巨摩郡早川町（山梨県）1,064人[7]
- 日本一人口の少ない区：浜松市天竜区（静岡県）（政令指定都市の行政区）28,845人[7]

浜松市内で過疎地域に指定されている地域が同区の区域である。
- 特別区では千代田区（東京都）63,635人

#### 人口密度の高い地方自治体
- 日本一人口密度の高い基礎自治体（市町村及び特別区） ：中野区（東京都） 20,180人/km2
  - 特別区以外の市町村では蕨市（埼玉県）13,970人/km2
- 日本一人口密度の高い町 ：志免町（福岡県）5,210人/km2

2006年（平成18年）3月20日までは師勝町（愛知県）であったが、市町村合併によって北名古屋市となり、消滅した。
- 日本一人口密度の高い村 ：北中城村（沖縄県）1,370人/km2

2006年（平成18年）1月10日までは鵜殿村（三重県）であったが、市町村合併によって紀宝町となり、消滅した。
- 日本一人口密度の高い、政令指定都市の行政区 ：大阪市城東区（大阪府）19,750人/km2

#### 人口密度の低い地方自治体
- 日本一人口密度の低い市町村 ：檜枝岐村（福島県）1.73人/km2
- 日本一人口密度の低い市 ：夕張市（北海道）15人/km2
- 日本一人口密度の低い町 ：幌加内町（北海道）2.34人/km2
- 日本一人口密度の低い区 ：浜松市天竜区（静岡県）（政令指定都市の行政区）29.9人/km2

#### 昼間人口・夜間人口
- 昼間人口と夜間人口の差が日本一大きい市町村 ：大阪市（大阪府） 986,989人（2005年（平成17年）国勢調査。cf.）
- 日本一昼間人口の多い市町村 ：大阪市（大阪府）3,581,675人
- 日本一昼間人口比率の高い市町村（特別区を含む） :東京都千代田区 2,047.3%
- 日本一昼間人口比率の高い、特別区以外の市町村 ：飛島村（愛知県） 313.8%
- 日本一昼間人口比率の高い市 ：成田市（千葉県） 141.2%
- 日本一昼間人口比率の高い町 ：久御山町（京都府） 173.6%
- 日本一昼間人口密度の高い市町村 ：大阪市（大阪府）

### 自治体数

#### 日本一○○の数が多い自治体
- 日本一市町村数が多い都道府県 ：北海道 185市町村[10]
- 日本一市の数が多い都道府県 ：埼玉県 40市[10]
- 日本一郡の数が多い都道府県 ：北海道 64郡 ※ 日本国の実効支配地域のみ[4]
- 日本一町の数が多い都道府県 ：北海道 129町[10]
- 日本一町村の数が多い都道府県 ：北海道 150町村[10]
- 日本一村の数が多い都道府県 ：長野県 35村[10]
- 政令指定都市の数が日本一多い都道府県 ：神奈川県 3市[10]
- 政令指定都市の行政区の数が日本一多い都道府県 ：大阪府 31区（大阪市24、堺市7）[11]
- 区の数が日本一多い都市 ：大阪市（大阪府） 24区[11]
- 人口10万人以上の市の数が日本一多い都道府県 ：大阪府 22市(2016年（平成28年）現在)[12]
- 人口10万人未満の市の数が日本一多い都道府県 ：茨城県 24市(2016年（平成28年）現在)[12]
- 平仮名表記の市の数が日本一多い都道府県 ：茨城県　4市(つくば市、ひたちなか市、かすみがうら市、つくばみらい市)

#### 日本一○○の数が少ない自治体
- 日本一市町村数が少ない都道府県 ：富山県 15市町村[10]
- 日本一市の数が少ない都道府県 ：鳥取県 4市[10]
- 日本一郡の数が少ない都道府県 ：東京都 1郡 （島嶼部には郡に属さない町村がある）[13]
- 日本一町村の数が少ない都道府県 ：大分県 4町村[10]
- 日本一町の数が少ない都道府県 ：大分県 3町[10]
- 日本一村の数が少ない都道府県 ：栃木県など13県 0村 [10]（村参照）
- 人口10万人以上の市の数が日本一少ない都道府県 ：高知県 和歌山県 山梨県 1市[12]
- 人口5万人以上の市の数が日本一少ない都道府県 ：高知県 1市[12]
- 海に面していない市区町村が日本一少ない都道府県 ：山口県 長崎県 沖縄県 1[12](それぞれ美祢市、波佐見町、南風原町)

## 自然

### 地形
- 日本一島の数が多い都道府県 ：長崎県 971島（海上保安庁「海上保安の現況」による）[14]
- 日本一島の数が多い市町村 ：対馬市（長崎県） 160島
- 日本一海岸線の総延長距離が長い都道府県 ：北海道

日本国が実効支配出来ていない地域を除けば長崎県が日本一。

### 高さ
- 日本一高低差の大きい市 ：富士宮市（静岡県） 高低差3,741m（最高所は3,776m、最低所は35m）。
- 日本一標高の高い所に役所がある市町村 ：川上村（長野県） 村役場の標高1,185.4m。
  - 日本一標高の高い所にある町役場 ：草津町役場（群馬県） 標高1,181.0m[15]。
  - 日本一標高の高い所にある市役所 ：茅野市役所（長野県） 標高801.6m[15]。
  - 日本一標高の高いところにある都道府県庁 ：長野県庁 標高361.5m[16]。
- 日本一標高の低い所に役所がある市区町村：江東区（東京都）標高マイナス1.7m[17]。　　
  - 日本一標高の低いところにある市役所 ：津島市・愛西市（共に愛知県）標高マイナス1.0m[17]。　
  - 日本一標高の低いところにある町役場 ：木曽岬町（三重県）標高マイナス1.6m[17]。　
  - 日本一標高の低いところにある村役場 ：大潟村（秋田県）マイナス0.7m[17]。

## 産業

### 工業

#### 工業全般
- 面積に対する工場の割合が日本一高い市 ：東大阪市（大阪府）

#### 食品関連
- 餅の出荷額が日本一多い都道府県 ：新潟県 [18][19]
- 米菓の出荷額が日本一多い都道府県 ：新潟県 [18][19]
- うどんの出荷額が日本一多い都道府県 ：香川県 [20][21]
- 板付き蒲鉾の生産量が日本一多い市町村 ：いわき市（福島県）
- ワインの生産量が日本一多い都道府県 ：山梨県 [22]
- みりんの生産量が日本一多い都道府県 ：千葉県 [23]
- 味噌の出荷量が日本一多い都道府県 ：長野県 [24] 国内シェア35.0%（2001年（平成13年））
- 醤油の生産量が日本一多い都道府県 ：千葉県 [25]
- 寒天の出荷量が日本一多い都道府県 ：長野県[24] 国内シェア74.7%（2001年（平成13年））
- アジの干物の生産量が日本一多い市町村 : 沼津市（静岡県、市町村ごとの統計が廃止された2005年の資料。）

#### 生活・娯楽・芸術関連
- 爪楊枝の生産量が日本一多い市町村 ：河内長野市（大阪府） 国内シェア95%
- 歯ブラシの生産量が日本一多い市町村 ：八尾市（大阪府） 国内シェア40%
- 金属洋食器の出荷額が日本一多い都道府県 ：新潟県 [18][19]
- 筆の生産量が日本一多い市町村 ：熊野町（広島県） [26]
- 蝋燭（ろうそく）の生産量が日本一多い都道府県 ：三重県 [27]
- 鑢（やすり）の生産量が日本一多い市町村  呉市（広島県。呉市仁方地区） [28]
- 羽毛布団の出荷額が日本一多い都道府県 ：静岡県
- 花火の出荷額が日本一多い都道府県 ：静岡県
- 鋳物製風鈴の生産量が日本一多い市町村 ：奥州市（岩手県） 年間約250万個
- 琴の生産量が日本一多い市町村 ：福山市（広島県） 全国生産量の7割を生産[29]。
- ピアノの出荷額が日本一多い都道府県 ：静岡県 国内シェア100% [30]
- プラモデルの出荷額が日本一多い都道府県 ：静岡県 国内シェア80% [31]
- パチンコ玉の生産量が日本一多い市町村 ：大東市（大阪府） 全国生産量の7割を生産。

#### 服飾・装飾関連
- 眼鏡フレームの生産量が日本一多い市町村 ：鯖江市（福井県） [32]
- 浴衣の出荷額が日本一多い都道府県 ：静岡県 [33]
- 靴下の生産量が日本一多い市町村 ：広陵町（奈良県） 国内シェア40%
- パンティストッキングの生産量が日本一多い市町村 ：大和高田市（奈良県）
- スリッパの生産量が日本一多い市町村 ：河北町（山形県）
- 下駄の生産量が日本一多い市町村 ：福山市（広島県）
- 和傘の生産量が日本一多い都道府県 ：岐阜市（岐阜県）
- 洋傘の生産量が日本一多い都道府県 ：大阪府
- 手作りうちわ出荷額が日本一多い都道府県 ：丸亀市（香川県） [34]

#### 紙製品
- 紙製品の出荷量が日本一多い市町村 ：四国中央市（愛媛県） 6年連続 [35]
- 印刷用紙の出荷額が日本一多い都道府県 静岡県
- トイレットペーパーの生産量が日本一多い市町村 ：富士市（静岡県）

#### エネルギー関連
- 石油生産量が日本一多い都道府県 ：新潟県 [18][19]
- 天然ガス生産量が日本一多い都道府県 ：新潟県 [18][19]
- 自然エネルギー自給率が日本一高い都道府県 ：大分県 25.2%

#### 薬品等
- 医薬品の原液の生産量が日本一多い都道府県 ：福島県 国内シェア13%
- ヨウ素の生産量が日本一多い都道府県 ：千葉県 [36]

#### 機具・機械関連
- 自動車の出荷額が日本一多い都道府県 ：愛知県 [37]
- オートバイの出荷額が日本一多い都道府県 ：静岡県 国内シェア65% [38]
- 携帯電話の出荷額が日本一多い都道府県 ：静岡県
- 磁気ヘッドの出荷額が日本一多い都道府県 ：新潟県 [19]
- 自動販売機の生産量が日本一多い都道府県 ：三重県 [27]
- 自動販売機の生産量が日本一多い市町村 ：四日市市（三重県） [39]
- 石油ストーブの出荷額が日本一多い都道府県 ：新潟県 [18][19]
- 鍵の生産量が日本一多い都道府県 ：三重県 [27]

#### その他の工業関連
- 窯業・土石製品の事業所数が日本一多い都道府県 ：岐阜県

### 農業

#### 農業全般
- 田畑の耕地面積が日本一多い都道府県 ：北海道 115.8万ha（2009年（平成21年））[40]
- 水田の面積が日本一多い市町村 ：新潟市（新潟県）[41]
- 農家戸数が日本一多い都道府県 ：長野県 約12.7万戸（2005年（平成17年））[24]

#### 穀物
- 米の収穫量が日本一多い都道府県 ：新潟県 617,800 t （2010年（平成22年）） [42]
- 米の粗生産額が日本一多い都道府県 ： 新潟県 [18][19]
- 米の収穫量が日本一少ない都道府県 ：東京都 725 t （2010年）[42]
- ソバの作付面積が日本一多い市町村 ：幌加内町（北海道） [43]

#### 野菜
- 野菜の産出額が日本一多い都道府県 ：千葉県 1,711億円（2003年（平成15年））
- エダマメの生産出荷量が日本一多い都道府県 ：千葉県 [44]
- カブの生産出荷量が日本一多い都道府県 ：千葉県 [44]
- キャベツの春の生産出荷量が日本一多い都道府県 ：千葉県 [45]
- キュウリの生産量が日本一多い都道府県 ：群馬県 [46] 国内シェア10.0%（2002年（平成14年））
- 露地栽培されたキュウリの生産量が日本一多い都道府県 ：福島県
- コンニャクの生産量が日本一多い都道府県 ：群馬県 [47]
- サトイモの生産出荷量が日本一多い都道府県 ：千葉県 [44]
- シュンギクの生産出荷量が日本一多い都道府県 ：千葉県 [48]
- ダイコンの生産出荷量が日本一多い都道府県 ：千葉県 [49]
- タマネギの生産出荷量が日本一多い都道府県 ：北海道 [50]
- ニンジンの冬の生産出荷量が日本一多い都道府県 ：千葉県 [51]
- ホウレンソウの生産出荷量が日本一多い都道府県 ：千葉県 [44]
- ミツバの生産出荷量が日本一多い都道府県 ：千葉県 [44]
- ラッカセイの生産出荷量が日本一多い都道府県 ：千葉県 [44]
- レタスの出荷量が日本一多い都道府県 ：長野県 [24]（国内シェア31.6% 2001年（平成13年））
- レンコンの生産量が日本一多い市町村 ：土浦市（茨城県） [52]
- ワサビの出荷量が日本一多い都道府県 ：長野県 国内シェア38.5%（2001年（平成13年））

#### 果樹
- メロンの出荷量が日本一多い市町村 ：鉾田市（茨城県） [53]
- 温室メロンの出荷量が日本一多い都道府県 ：静岡県
- 温室メロンの出荷量が日本一多い市町村 ：袋井市（静岡県）

- リンゴの出荷量の日本一多い市町村 ：弘前市（青森県） [54]
- 日本なしの生産出荷量が日本一多い都道府県 ：千葉県 国内シェア12%（2008年（平成20年）） [44]
- モモの生産量の日本一多い市町村 ：笛吹市（山梨県） [55]
- ネーブルオレンジの生産量が日本一多い都道府県 ：和歌山県 [56]
- はっさくの生産量が日本一多い都道府県 ：和歌山県 [57]
- ウンシュウミカンの生産量が日本一多い都道府県 ：和歌山県 [58]
- スダチの出荷量が日本一多い都道府県 ：徳島県 [57]
- イヨカンの出荷量が日本一多い都道府県 ：愛媛県 [57]
- キウイフルーツの出荷量が日本一多い都道府県 ：愛媛県 [59]
- 巨峰（ブドウの一品種）の出荷量が日本一多い都道府県 ：長野県 [24] 国内シェア34.9%（2003年（平成15年））

### その他の農業関連
- 植木の生産額が日本一多い都道府県 ：千葉県
- ペチュニアの花壇用苗出荷量が日本一多い都道府県 ：千葉県
- チューリップ切花の出荷額が日本一多い都道府県 ：新潟県 [19]
- ヒマワリの作付面積が日本一多い市町村 ：北竜町（北海道） [60][リンク切れ]
- 荒茶の生産量が日本一多い都道府県 ：静岡県 国内シェア42%（2008年（平成20年）） [61][リンク切れ]
- 繭の生産量が日本一多い都道府県 ：群馬県 （2006年（平成18年））[62][リンク切れ]

### 水産業

#### 水産業全般
- 水揚量日本一の漁港：銚子漁港（千葉県銚子市）
- 港の面積に対する漁船数が日本一多い漁港（漁業協同組合の集合体としての漁港） ：輪島港（石川県輪島市）

#### 節足動物関連
- イセエビの漁獲量が日本一多い都道府県 ：千葉県
- ケガニの漁獲量が日本一多い市町村 ：枝幸町（北海道）
- サクラエビの生産額が日本一多い漁港 ：由比漁港（静岡市） 全国シェア100%

#### 貝・軟体動物関連
- アサリの漁獲量が日本一多い都道府県 ：千葉県
- ホタテガイの漁獲量が日本一多い市町村 ：猿払村（北海道）
- ホッキガイの漁獲量が日本一多い市町村 ：苫小牧市（北海道） [63][リンク切れ]
- 養殖真珠の生産量が日本一多い都道府県 ：長崎県[64]

#### 魚類関連
- イワシの漁獲量が日本一多い都道府県 ：千葉県[65][リンク切れ]
  - カタクチイワシの漁獲量が日本一多い都道府県 ：千葉県 [65][リンク切れ]
- ウナギ養殖の生産量が日本一多い市町村 ：西尾市（愛知県） [66][リンク切れ]
- カツオの漁獲量が日本一多い市町村 ：焼津市（静岡県）
- 金魚の生産額が日本一多い市町村 ：弥富市（愛知県）
- 養殖鯉の出荷量が日本一多い都道府県および市町村 ：郡山市（福島県）

2004年（平成16年）に霞ヶ浦で鯉ヘルペスが発生したため、茨城県の出荷量が激減した。
- スズキの漁獲量が日本一多い都道府県 ：千葉県
- フグの漁獲量が日本一多い都道府県 ：富山県[67][リンク切れ]
- マグロの水揚げ量が日本一多い市町村 ：塩竈市（宮城県）

### 畜産業
- 飼養羽数が日本一多い都道府県 ：千葉県

### 林業
- 森林面積が日本一大きい都道府県 ：北海道 [68]
- 各都道府県の面積に対する森林面積の割合（森林率）が日本一大きい都道府県 ：高知県 [69][リンク切れ]

## 歴史的文化財・名所

### 歴史的遺跡・遺物
遺跡
- 遺跡の数が日本一多い都道府県 ：兵庫県 25,406ヶ所（/70,840ヶ所） [70]
- 貝塚の数が日本一多い都道府県 ：千葉県 739ヶ所（/3,946ヶ所）[71]
- 古墳の数が日本一多い都道府県 ：兵庫県 16,577基（/161,560基） [70]

遺物
- 出土遺物量累数が日本一多い都道府県 ：大阪府 870,762箱（/6,296,680箱） [70]
- 銅鐸の出土数が日本一多い都道府県 ：兵庫県 56点（/500点） [70]
- 三角縁神獣鏡の出土数が日本一多い都道府県 ：奈良県 75面（/400面） [70]

### 国宝
- 国宝が最も多い都道府県 ：東京都 276件[72][リンク切れ]
  - 国宝建造物が最も多い都道府県 ：奈良県 64件[72]
  - 国宝彫刻が最も多い都道府県 ：奈良県 70件[72]

### 宗教施設
- 神社数が日本一多い都道府県 ：新潟県 4,786社 [73]
- 仏教寺院数が日本一多い都道府県 ：愛知県 4,853寺

## 観光地

### 温泉
- 温泉の湧出量が日本一多い都道府県 ：大分県 296キロリットル/分[74]
- 温泉の湧出量が日本一多い市町村 ：別府市（別府温泉） 137,040キロリットル/日
- 温泉地の数が日本一多い都道府県 ：北海道 [74]
- 温泉地の数が日本一多い市町村 ：≪未編集≫
- 源泉数が日本一多い都道府県 ：大分県 4,788本 [74]
- 源泉数が日本一多い市町村 ：別府市（別府温泉） 2,847本

### 海水浴場
- 海水浴場が日本一多い都道府県 ：千葉県 [75]

## 字数

### 文字数の多い自治体名
- 日本一文字数の多い市町村名 ：かすみがうら市（茨城県）・つくばみらい市（茨城県）・いちき串木野市（鹿児島県） 6文字[76]
- 日本一文字数の多い町名 ：富士河口湖町（山梨県） 5文字[77]
- 日本一文字数の多い村名 ：音威子府村（北海道）[4] ・上小阿仁村（秋田県） ・野沢温泉村（長野県）・千早赤阪村（大阪府） ・佐那河内村（徳島県） 4文字[77]
- 日本一文字数の多い、政令指定都市の行政区名： 横浜市保土ケ谷区（神奈川県） 4文字[77]

- 日本一読み仮名の長い市町村名 ：南九州市（みなみきゅうしゅう）（鹿児島県）9文字
- 日本一読み仮名の長い町名 ：大崎上島町（おおさきかみじま）（広島県）・ 神石高原町（じんせきこうげん）（広島県） 8文字
- 日本一読み仮名の長い村名 ：野沢温泉村（のざわおんせん）（長野県）・ 東白川村（ひがししらかわ）（岐阜県）・ 南山城村（みなみやましろ）（京都府）・ 千早赤阪村（ちはやあかさか）（大阪府）・北中城村（きたなかぐすく）（沖縄県）・南大東村（みなみだいとう）（沖縄県） 7文字
- 日本一読み仮名の長い、政令指定都市の行政区 ：大阪市東淀川区（ひがしよどがわ）（大阪府） 7文字

### 文字数の少ない自治体名
- 日本一文字数の少ない市名 ：津市（三重県）・堺市（大阪府）・燕市（新潟県）・関市（岐阜県）・光市（山口県）・萩市（山口県）・呉市（広島県）・旭市（千葉県）・柏市（千葉県）・蕨市（埼玉県） 1文字[77]
- 日本一文字数の少ない町名 ：森町（北海道）・塙町（福島県）・境町（茨城県）・栄町（千葉県）・森町（静岡県）・岬町（大阪府）・坂町（広島県）・錦町（熊本県）・綾町（宮崎県） 1文字[77]
- 日本一文字数の少ない村名 ：泊村（北海道）・原村（長野県）・栄村（長野県）・赤村（福岡県）・東村（沖縄県） 1文字[77]

- 日本一文字数・読み仮名の短い市町村名 ：津市（つ）（三重県） 1文字[77] ※津市は、発音では、世界でも一番短い（世界一の一覧を参照）。

### その他の要素で文字数の多い自治体
- 日本一文字数の多い自動車ナンバープレートの地名表示 ：尾張小牧（愛知県・愛知運輸支局）・伊勢志摩（三重県・三重運輸支局） 4文字
- 日本一文字数の少ない自動車ナンバープレートの地名表示 ：柏（千葉県・千葉運輸支局）・堺（大阪府・大阪運輸支局） 1文字
  - ※1988年以降の新しい地名表記法に基づいての1文字表示は上記2つのみであるが、1987年までに登録された自動車については、地域により地域名の頭文字1文字のみのナンバープレートもある
- 日本一短い市民憲章 ：「和」（大阪府交野市）[78]

## 生活

### 経済性
- 日本一物価の高い都道府県庁所在都市 ：横浜市 全国平均を100とすると106.7（2012年（平成24年）時点）[79]。
- 日本一下水道料金が安い市 ：戸田市（埼玉県） 月額756円[80]

### 流通・消費
- 一世帯あたりの納豆の消費額が日本一多い市 ：福島市（福島県） [81][リンク切れ]
- 人口一人あたりに対するラーメン店の数が日本一多い市町村 ：喜多方市（福島県）
- 人口一人あたりに対する日本紅茶協会が認定するおいしい紅茶の店の数が日本一多い市町村 ：尾張旭市（愛知県）
- 人口一人あたりに対するホームセンターの数が日本一多い県 ：福井県
- 日本一サッカーボールを輸入する港 ：清水港（静岡県）

## その他
人数
- 日本一議員定数の多い地方公共団体：東京都 127人[82]
- 日本一議員定数の多い市町村 ：横浜市（神奈川県） 86人[83]
  - ※平成の大合併においては合併に関係する市町村議会議員に在任特例が設けられていたため、一時的に議員定数が多かった例がある。大仙市（秋田県）ではこの在任特例により上記の東京都・横浜市を上回る146人が在任したことがある。
- 日本一議員定数の少ない市町村 ：北大東村（沖縄県）・北山村（和歌山県） 5人[84][リンク切れ]

保有数
- 日本一自動車保有台数の多い都道府県 ：愛知県（2009年（平成21年）9月時点）[85][リンク切れ]
- 一世帯あたりの自動車保有台数が日本一多い都道府県 ：福井県 2.43台（2005年（平成17年）度末）
  - 一世帯あたりの自家用車保有台数が日本一多い都道府県 ：福井県 1.76台（〃）
- 一世帯あたりの自動車保有台数が日本一少ない都道府県 ：東京都 0.78台（〃）
  - 一世帯あたりの自家用車保有台数が日本一少ない都道府県 ：東京都 0.53台（〃）

五十音順
- 五十音順で最も早い市町村：相生(あいおい)市
- 参考: 五十音順で最も早い市町村の変遷

| 日本一となった日 | 市町村（都道府県） | 読み     | 現在の自治体 |
| ---------------- | ------------------ | -------- | ------------ |
| 1889年4月1日     | 熊本県阿村         | あ       | 上天草市     |
| 1955年4月1日     | 兵庫県藍村         | あい     | 三田市       |
| 1955年4月1日     | 島根県阿井村       | あい     | 奥出雲町     |
| 1956年3月31日    | 山口県秋穂町       | あいお   | 山口市       |
| 2005年10月1日    | 兵庫県相生市       | あいおい | 現存         |

- 五十音順で最も遅い市町村：蕨(わらび)市
- 参考: 五十音順で最も遅い市町村の変遷

| 日本一となった日 | 市町村（都道府県） | 読み       | 現在の自治体 |
| ---------------- | ------------------ | ---------- | ------------ |
| 1889年4月1日     | 新潟県割野村       | わりの     | 新潟市江南区 |
| 1901年11月1日    | 山形県蕨岡村       | わらびおか | 遊佐町       |
| 1901年11月1日    | 高知県蕨岡村       | わらびおか | 四万十市     |
| 1954年8月1日     | 埼玉県蕨市         | わらび     | 現存         |